# 无管日本扁蚜属
无管日本扁蚜属（学名：Asiphonipponaphis）是蚜科的一属。

## 下属物种
本属包括以下物种：
- 瓶无管日本扁蚜 Asiphonipponaphis vasigalla Chen, Sorin & Qiao, 2011